# Petalidium giessii
Petalidium giessii är en akantusväxtart som beskrevs av P. G. Meyer. Petalidium giessii ingår i släktet Petalidium och familjen akantusväxter. Inga underarter finns listade i Catalogue of Life.